# Kościół św. Jana Chrzciciela w Kurowie Wielkim
Kościół pw. św. Jana Chrzciciela w Kurowie Wielkim – zabytkowy kościół w Kurowie Wielkim.
Kościół parafialny zbudowany w XV w. w stylu gotyckim, przebudowywany w XIX w. Wewnątrz znajduje się renesansowa chrzcielnica z 1607 r., zawierająca herby i cyfry w nawiasach tworzące datę 1607, od lewej, von: (1) Kittliz (fundatora) i Nimptsch, (6) Hertel i Luck, ( 0) Pliessen i  Pentzig, (7) Kottwitz i Rechenberg u podnóża. Również na emporze organowej osiem herbów, od lewej: 1. Kittlitz, 2. Pliessen, 3. Nimptsch, 4. Pentzig, 5. Glaubitz, 6. Rechenberg, 7. Heyde,  8. Unruh. W tym stylu wzniesiono również wieżę datowana na 1497 rok. W ścianę kościoła, jak i w mur okalający kościół i cmentarz wmurowane są płyty nagrobne i epitafia z XVI i XVII wieku. Przy obiekcie cmentarz.

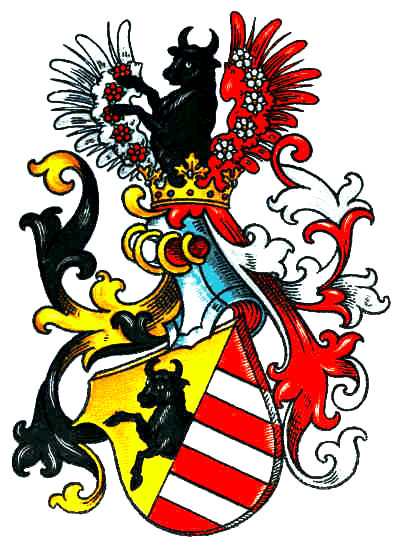
1. Kittlitz
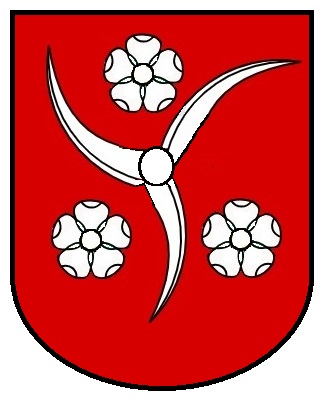
2. Plissen (tarcza)
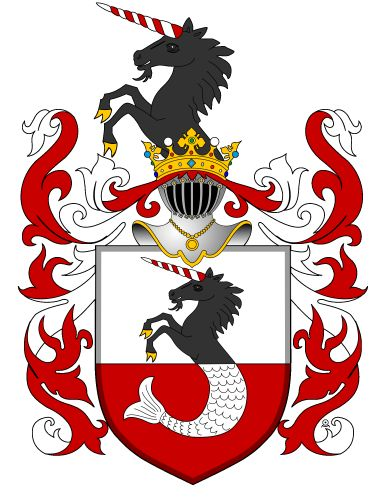
3. Nimptsch
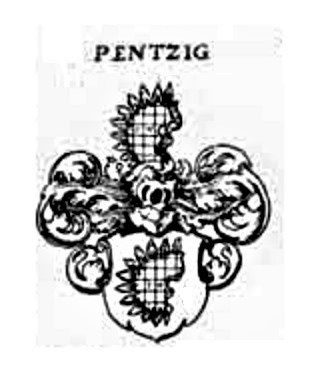
4. Pentzig
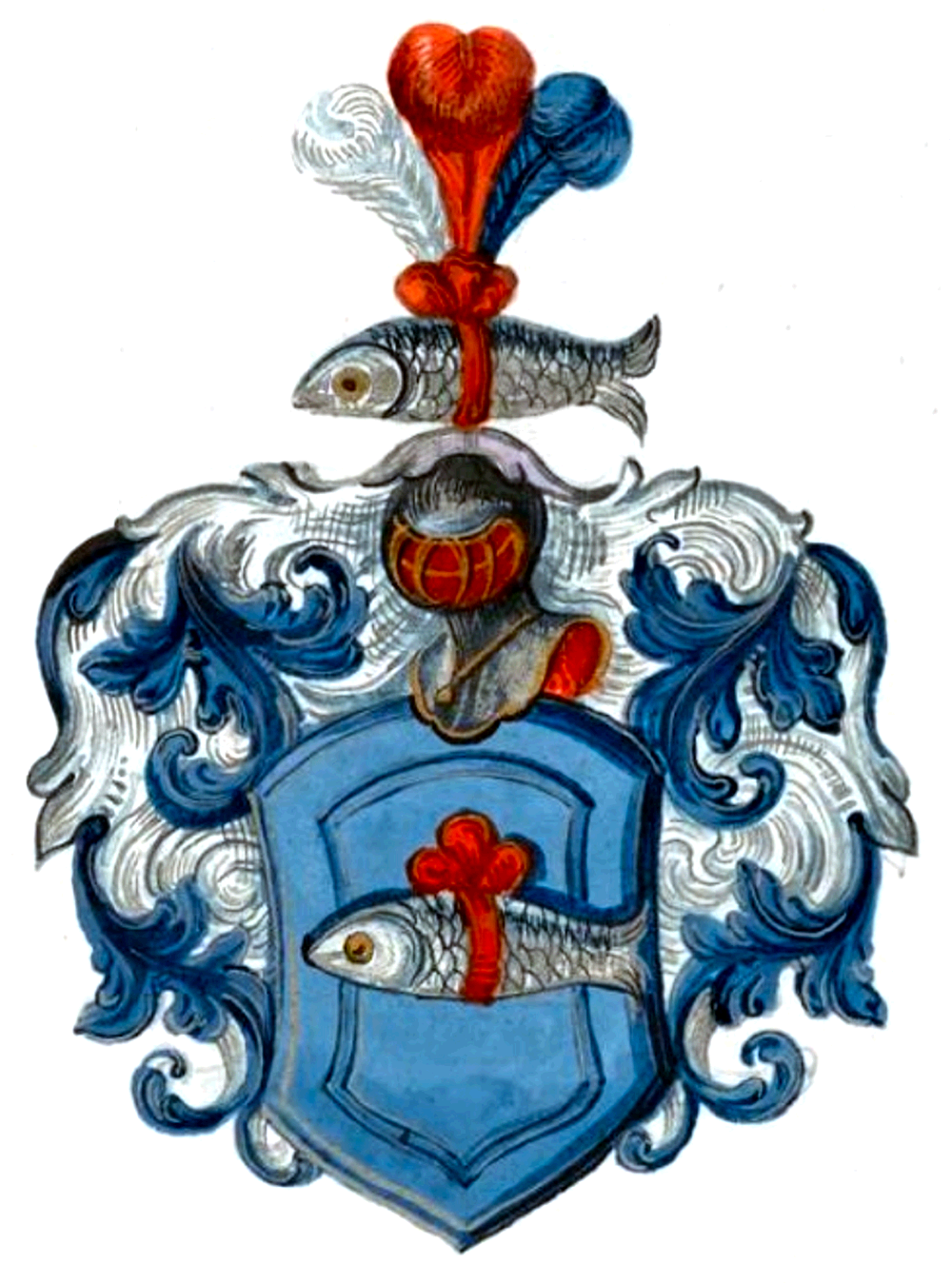
5. Glaubitz
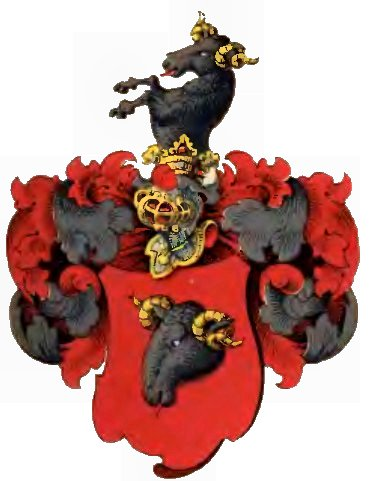
6. Rechenberg
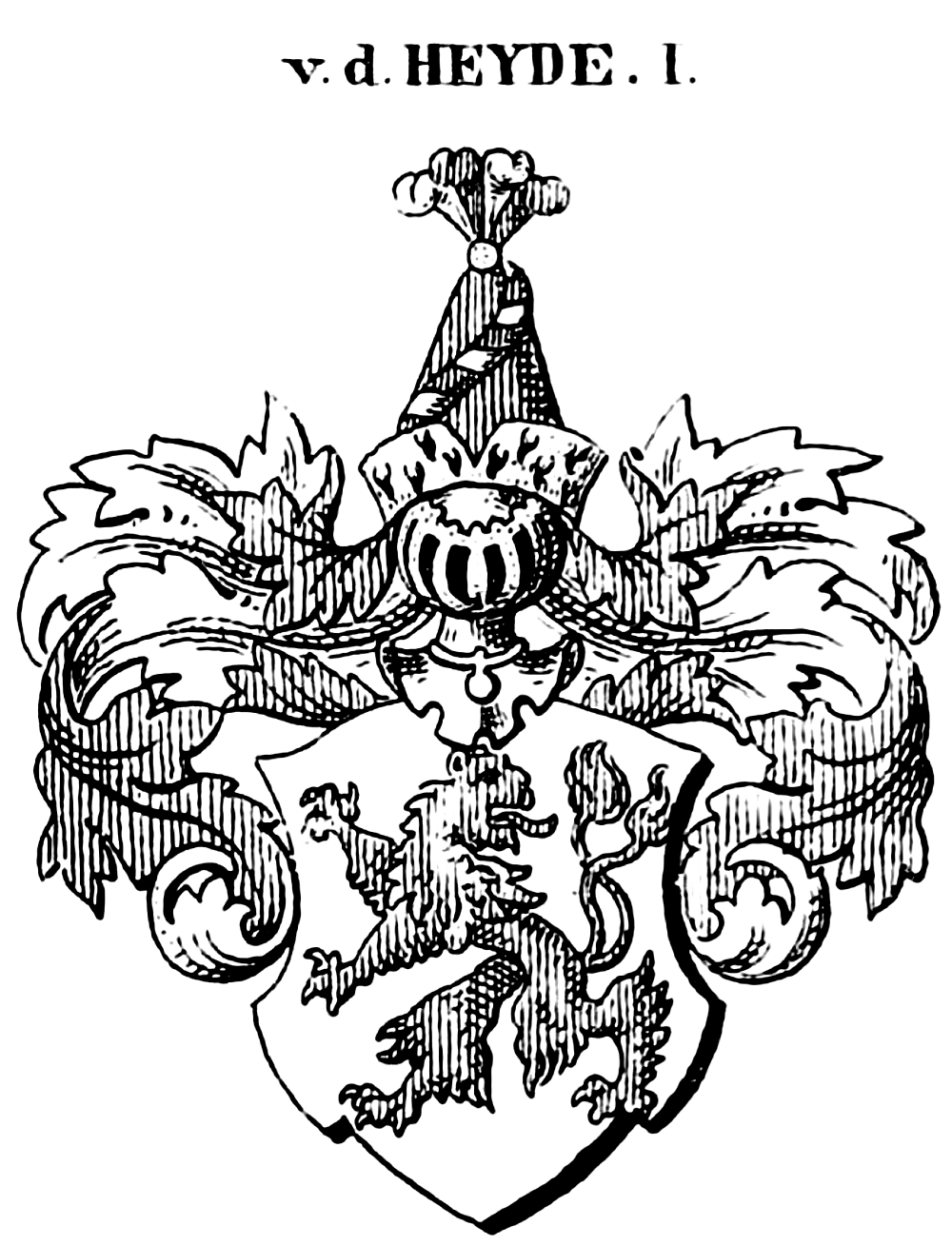
7. Heyde
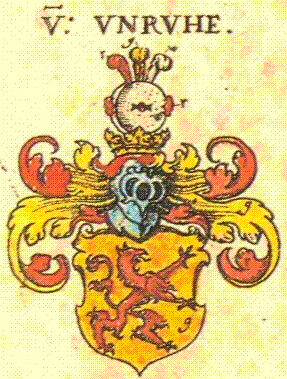
8. Unruh